# 楼思诰
楼思诰（1871年—?），字谐孙，号欧荻，同治十年生于浙江钱塘，原籍诸暨。光绪三十年（1904年）进士，后任户部主事。著作有《各国法制大意》。